# زیردریایی کلاس ناتسوشیو
سابمارین کلاس ناتسوشیو (به انگلیسی: Natsushio-class submarine) یک کلاس از زیردریایی است که طول آن ۶۱ متر (۲۰۰ فوت ۲ اینچ) می‌باشد.